# Экендиль (Табасаранский район)
Экендиль или Экентиль — упраздненное село в Табасаранском районе Дагестана (Россия). На момент упразднения входило в состав Чулатского сельсовета. Исключено из учётных данных в 1966 году.

## География
Село располагалось у подножья хребта Карасырт, в истоке безымянного правобережного притока реки Рубас, в 6,5 км к юго-западу от села Чулат.

## История
До вхождения Дагестана в состав Российской империи селение Экендиль входило в состав вольного сельского общества Этек. Затем в Чулатское сельское общество Южно-Табасаранского наибства Кюринского округа Дагестанской области. В 1895 году селение состояло из 31 хозяйств. По данным на 1926 год село Экентиль состояло из 12 хозяйств. На реке Рубас был хутор Экентиль-Казмаляр, состоявший из 20 дворов. В административном отношении входило в состав Чулатского сельсовета Табасаранского района. В начале 1930-х годов в селе организован колхоз «Путь к коммунизму». В 1966 году село было разрушено землетрясением, а население переселено на земли совхоза «Рубас».
Указом ПВС ДАССР от 28.12.1966 г. село Экендиль исключено из учётных данных.

## Население
| Год       | 1895 | 1908 | 1926 | 1939 |
| --------- | ---- | ---- | ---- | ---- |
| Население | 181  | 125  | 70   | 256  |

По данным Всесоюзной переписи населения 1926 года, в национальной структуре населения табасараны составляли 100 %